# Dombeya wittei
Dombeya wittei är en malvaväxtart som beskrevs av De Wild. och Staner. Dombeya wittei ingår i släktet Dombeya och familjen malvaväxter. Inga underarter finns listade i Catalogue of Life.